# Jaume Fort Mauri
Jaume Fort Mauri (Cardedeu, 25 de juliol de 1966) és un exjugador d'handbol català, que jugava com a porter.
Va participar, als 22 anys, en els Jocs Olímpics d'Estiu de 1988 celebrats a Seül (Corea del Sud), on va finalitzar novè en la competició olímpica masculina. Posteriorment participà en els Jocs Olímpics d'Estiu de 1992 celebrats a Barcelona (Catalunya), on va aconseguir guanyar un diploma olímpic en finalitzar cinquè, i en els Jocs Olímpics d'Estiu de 1996 realitzats a Atlanta (Estats Units), on aconseguí guanyar la medalla de bronze.
Al llarg de la seva carrera ha jugat 180 partits amb la selecció espanyola d'handbol com a porter i ha guanyat la medalla de plata en els Campionat d'Europa d'handbol masculí.
Jaume Fort, sota les sigles de Convergència i Unió, ha ocupat diverses regidories a l'ajuntament de Cardedeu des de 2007, i a més de Regidor d'Esports, ha estat Primer Tinent d'Alcalde a la seva localitat entre 2010 i 2012.

## Palmarès
- 1 Copa espanyola d'handbol masculina: 1991-92
- 3 Copa ASOBAL: 1996-97, 1997-98, 2004-05
- 1 Supercopa d'Espanya d'handbol masculina: 2003-04

## Palmarès individual
- Medalla de plata al Mèrit Esportiu.[3]